# Templo y exconvento de San Miguel Arcángel (Ixmiquilpan)
El Templo y exconvento de San Miguel Arcángel se encuentra localizado en la ciudad de Ixmiquilpan, Hidalgo (México). Pertenece al conjunto de edificaciones del tipo fortaleza levantadas por los agustinos en el siglo XVI.

## Historia

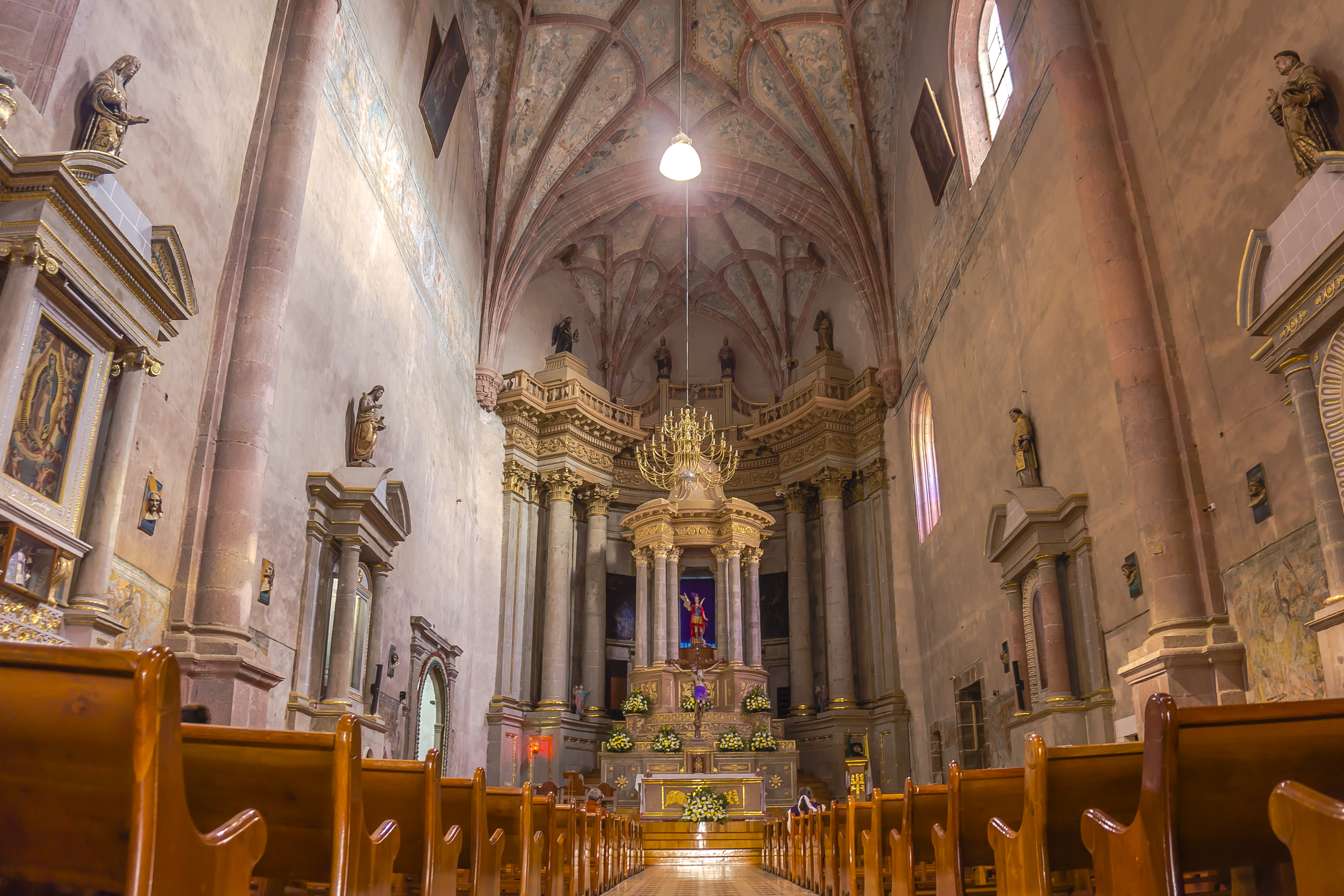
Interior del Templo.

La conquista de México por Hernán Cortés, quedó consumada con la rendición de Tenochtitlán el 13 de agosto de 1521. El trabajo de evangelización en la Nueva España empezó en 1524 cuando arribaron doce franciscanos, en 1526 el mismo número de dominicos y en 1533 siete agustinos. En el estado de Hidalgo empezó cuando los franciscanos llegaron a Tepeapulco en 1527 y los agustinos legan a Atotonilco el Grande y Metztitlán en 1536.
En 1548 llegaron a Ixmiquilpan los agustinos. El 29 de septiembre de 1550, día de San Miguel Arcángel iniciaron la construcción del convento y un poco después del templo que para 1560 ya estaban terminados. El Fraile Andrés de Mata fue el diseñador y constructor. En mayo de 1572 la Orden celebró en Ixmiquilpan el capítulo en que resultó elegido provincial fray Juan Adriano.
El convento y templo estuvo a cargo de la orden Agustina casi 200 años hasta que, por falta de frailes, fue entregado a la Arquidiócesis de México a mediados del siglo XVIII. En 1754 tuvo su primer clérigo secular. Más tarde, en 1818 fue elevada a Vicaría Foránea bajo la jurisdicción del Obispado de Tulancingo. Después pasó a la Diócesis de Tula, de quien depende hasta la fecha.
A causa del fraccionamiento y adjudicación que se hizo del atrio parroquial, por el año de 1867, y con motivo de la calle que se formó paralelamente a la fachada del templo, hubo necesidad de levantar las bardas, existentes.
Desde 1970 el conjunto era administrado por el Instituto Nacional de Antropología e Historia. El 12 de mayo de 2002, según la Comisión Regional para la Preservación del Patrimonio Cultural del valle del Mezquital, un grupo de mayordomos se apoderó por la fuerza de las instalaciones. La Iglesia controlaba una parte del ex convento, por lo que ahora tiene en su poder la totalidad del mismo y, según refiere Víctor Cerecedo Pérez, autoridades parroquiales han expresado su deseo de oficializar su control.

## Arquitectura
El conjunto tiene en su planta arquitectónica varios elementos: Nave localizada del lado izquierdo, la entrada al templo orientada hacia el poniente, capillas adosadas con acceso desde el templo, capilla abierta al lado derecho. El Claustro a la derecha con la casa conventual, las accesorias y los servicios. Al frente a la derecha, el Portal de Peregrinos y la portería.

### Templo
La construcción es de mampostería, tezontle y cantera, de estilo plateresco. La portada de la iglesia en su conjunto que soporta un entablamento cuyo friso está decorado con motivos de flora, caballos alados, el escudo de la orden agustina  al centro y dos de San Nicolás Tolentino a los lados; rematan las semicolumnas en candeleros flamígeros sobre la cornisa volada del entablamento. Integra el conjunto la característica ventana propia del estilo, en la parte superior, para dar luz al coro. Esta enmarcada por columnas cuyas bases se apoyan en ménsulas y soportan un piñón denticulado con tres florones en sus vértices, sobre la cornisa de su entablamento.
Para completar la decoración a ambos lados de esta ventana se destacan, sobre la sillería de la fachada, dos escudos con los emblemas de Castilla y Andalucía, provincias que enviaron a los primeros religiosos de la orden, pendientes de lazos que sostienen cabezas de leones; en las enjutas del arco mayor dos escudos del corazón traspasado por tres flechas, timbrados con las armas arzobispales, y pequeños nichos en los intercolumnios.

### Convento
El estilo mudéjar está presente en la volumetría del convento; abunda el uso de torres y almenas. El cubo de la escalera está del lado izquierdo del claustro junto al muro del templo. En la parte posterior, otra escalera menor que comunica a los servicios y saliendo del cuerpo del edificio los servicios sanitarios. La portería del claustro muestra dos arcos ojivales que se repiten en el claustro bajo, donde hay bóvedas de crucería y restos de pintura mural. La torre del campanario ostenta un remate octogonal en tres pisos, con jarrones y un remate final en cruz sobre una esfera.

## Pintura mural

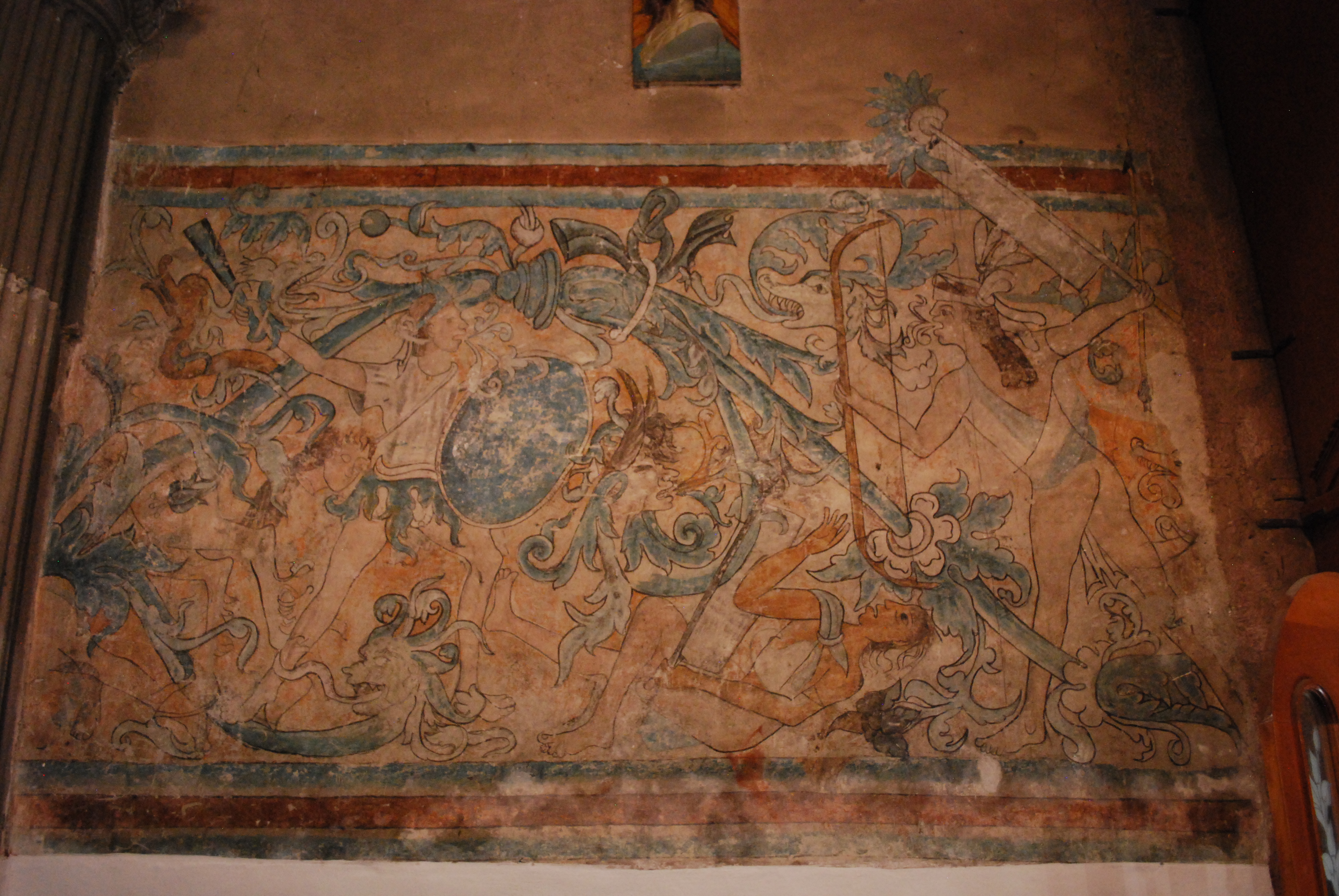
Pintura mural del Templo.

La pintura mural son objeto de innumerables estudios y opiniones, ya que tienen la particularidad de contener escenas de batallas con personajes indígenas. Lo inexplicable, es que no representan ninguna imagen cristiana o bíblica y que están dentro del templo, siendo completamente paganas. Al interior del templo a en el lado norte se encuentra la primera del muro norte, destaca la figura de un guerrero ocelote en posición de ataque que parece salir de un florón. En el extremo izquierdo, un guerrero cuyo traje no se alcanza a apreciar, somete a una mujer semidesnuda de vientre abultado. También hay pinturas de guerreros, águilas y jaguares. En el lado sur se encuentran escenas de distintas batallas, así como guerreros, águilas y jaguares.